# Атюхта (река)
Атюхта́ (в верховьях — ба́лка Атюхта́) — малая река в России, протекает по Ростовской области, правый приток Грушевки (бассейн Дона). Частично протекает по городу Шахты. Течёт в сильно заболоченной пойме. Крупнейший приток — балка Бандовская. На реке сооружены пруды. Общее падение 142 м.
Шахтинцы часто принимают реку за безымянный ручей. У реки находится несколько знаменитых родников и живописное урочище Белая горка.

## Течение
Река берёт начало на южном склоне Донецкого кряжа, юго-восточнее посёлка Рябиновка Красносулинского района Ростовской области. Высота истока — 175 м над уровнем моря. Течёт вначале на юго-юго-запад. Ниже посёлка Атюхта протекает через большой пруд (47°45′10″ с. ш. 40°12′37″ в. д.), после чего течёт через город Шахты, вдоль железной дороги Горная — Каменоломни. После моста против улицы Васюты, поворачивает на юго-юго-восток. Впадает в реку Грушевку у улицы Подгорной города Шахты. Высота устья — 33 м над уровнем моря.
Центральная часть города Шахта от проспекта Победы революции до проспекта Карла Маркса лежит на водоразделе между Грушевкой и Атюхтой. Сразу же за этими улицами начинаются довольно крутые спуски к указанным рекам.
Протекает по территории Красносулинского и Октябрьского районов Ростовской области, а также по территории городского округа Шахты.

## История
Река упоминается в Статистическом описании земли Донских Казаков составленного в 1822—32 годах:

б) Речки, сообщающие воды свои Аксаю: С правой стороны: 2) Тузлов. В неё впадают с левой стороны: d) Грушевка, в которую впадают Атюкта, Аюта и Сумала.
— Глава III. Воды
Река дала имена следующим объектам: посёлок Атюхта, железнодорожная станция Атюхта. Атюхта — один из трёх притоков Грушевки заканчивающихся на -та́: Аюта́, Турбута́.

## Бассейн
- Атюхта
  - б. Бандовская — (п)
  - б. Свивтовка — (п)

## Населённые пункты
- пос. Атюхта
- г. Шахты